# Joaíma
Joaíma is een gemeente in de Braziliaanse deelstaat Minas Gerais. De gemeente telt 15.464 inwoners (schatting 2009).

## Aangrenzende gemeenten
De gemeente grenst aan Águas Formosas, Felisburgo, Fronteira dos Vales, Jequitinhonha, Monte Formoso, Novo Oriente de Minas en Santa Helena de Minas.